# Aussichtsturm Ottoshöhe
Der Aussichtsturm Ottoshöhe ist ein 28,5 Meter hoher, überdachter, aus Holz gebauter Aussichtsturm am Südhang der Meller Berge im Osnabrücker Hügelland. Die Aussichtsplattform befindet sich auf einer Höhe von 24,3 Metern.
Der Turm steht oberhalb des Meller Stadtteils Eicken-Bruche auf der Ottoshöhe, einer Anhöhe auf der sog. Eickener Egge auf ca. 205 m ü. NHN Höhe und bietet bei gutem Wetter eine Fernsicht von weit über 20 km, etwa bis nach Osnabrück, Bielefeld, zur Porta Westfalica oder bis zum Kraftwerk Ibbenbüren.
Der Turm ist bereits der vierte am selben Standort. Nach den Jahren 1895, 1924 und 1967 wurde der Aussichtsturm 2008 zum vierten Mal neu errichtet. Durch den Einsatz des Verschönerungs- und Verkehrsvereins Melle-Mitte (VVV) unter Leitung des Vorsitzenden Hermann Kuipers konnte am 14. Juni 2008 in einer offiziellen Einweihungsfeier der Aussichtsturm wieder eröffnet werden. Auch durch die gute Zusammenarbeit mit der Stadt Melle, konnte das 170.000-Euro-Projekt wie geplant gelingen, indem Institutionen, Organisationen, und Unternehmen sowie Privatpersonen zur finanziellen   Unterstützung beitrugen. Das Projekt war ursprünglich auf fünf Jahre geplant, konnte aber bereits innerhalb von drei Jahren realisiert werden.

## Geschichte

### Erster Turm (1895–1924)

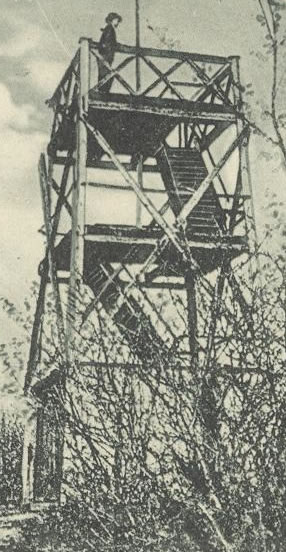
Der erste Turm

Den Bau des ersten Aussichtsturms regte im Zuge der Heimatbewegung der Meller Landrat Otto von Pestel vom Gut Bruche an. Er stellte hierfür auch ein geeignetes, zum Gut gehöriges Grundstück zur Verfügung. Hier errichtete der VVV 1895 einen Turm, der zu Ehren des Initiators Ottoshöhe getauft wurde. Der viereckige Turm ohne Dach war bis zur Plattform nur 8,5 Meter hoch. Er konnte bis 1924 stehen bleiben.

### Zweiter Turm (1924–1937)
Ein einfach konstruierte Nachfolgeturm des ersten Turmes stand nur 13 Jahre bis 1937.

### Dritter Turm (1967–2007)
Dreißig Jahre nach dem Abriss des zweiten Turmes baute der VVV am selben Standort 1967 einen dritten, höheren Turm. Dieser war sechseckig und bis zur nicht überdachten Plattform etwa 18 m hoch. Über fast 40 Jahre war der Turm ein beliebtes Wander- und Ausflugsziel in der Region, bis Fachleute die Verrottung tragender Teile feststellten und der Aufstieg aus Sicherheitsgründen gesperrt werden musste. Die notwendigen Instandsetzungsarbeiten wurden mit rund 30.000 € als zu teuer eingestuft, so dass der VVV 2006 beschloss, den alten Turm nicht zu reparieren. Man fasste das ehrgeizige Ziel, den Turm stattdessen durch einen neuen, noch höheren und schöneren Turm zu ersetzen.

### Vierter Turm (seit 2008)
Nachdem Privatleute, Repräsentanten, der Rat und die Stadtverwaltung von Melle ihre Unterstützung zugesagt hatten, war auch die Familie von Bar als Grundstückseigentümerin bereit einen neuen Pachtvertrag abzuschließen. Es wurden rund 150.000 € für den Neubau veranschlagt und eine Spendenaktion organisiert. Finanzierungszusagen konnten gemacht werden und eine Sponsoring-Aktion mit dem symbolischen Verkauf der 126 Treppenstufen wurde organisiert, indem eine Treppenstufe 100 € kostete und deren Namen in den Stufen sichtbar sind. Somit konnten die ersten Holzstämme am 16. April 2008 auf der Betonplatte stehen.
Die Fehler der Konstruktion vom  Turm 1967, der wegen zunehmender Vermorschung abgerissen werden musste, durften mit dem jetzigen Turm nicht noch einmal begangen werden. Bei den ausgesprochenen witterungsbeständigen, kanadischen Douglasien konnte deshalb auf eine Imprägnierung der Holzstämme verzichtet werden und eine lange Ablagerung war nicht nötig, da das Holz an der frischen, feuchten Luft verbaut wurde. Die riesigen Douglasien in den Meller Bergen waren rund 100 Jahre alt und 35 Meter hoch und in 28 Meter Höhe noch einen Durchmesser von 25 Zentimeter. Bei der Holz-Konstruktion des Turmes orientierte man sich am Luisenturm in Borgholzhausen und dem Beutlingsturm.
Nach der Fertigstellung des Turmes und der Herrichtung des Geländes, wurde noch eine  Sitzgruppe, sowie eine Info-Tafel mit technischen Daten angebracht. Danach erfolgte am 14. Juni 2008 die offizielle Einweihungsfeier des Turmes. Am 24. Juli 2008 wurden der schwere Holztisch samt den Bänken aus druckimprägniertem Kiefernholz von unbekannten Tätern gestohlen, jedoch kurzfristig vom VVV ersetzt.